# Никодим (Кротков)
Архиепи́скоп Никоди́м (в миру Николай Васильевич Кротков; 29 ноября 1868, село Погрешино, Нерехтский уезд, Костромская губерния — 21 августа 1938, Ярославль) — епископ Русской православной церкви, архиепископ Костромской и Галичский. Причислен к лику святых Русской православной церкви в августе 2000 года.

## Биография
Родился 29 ноября 1868 года в селе Погрешино Нерехтского уезда Костромской губернии (ныне Ивановской области) в семье диакона.
Окончил Костромское духовное училище (1883) и Костромскую духовную семинарию (1889).
С 1889 года преподаватель в церковно-приходской школе села Олешь Галичского уезда Костромской губернии.
В 1890 году обвенчан с Аполлинарией Андреевной Успенской. С 25 февраля иерей в Петропавловском храме и законоучитель в народном училище села Тезино Кинешемского уезда Костромской губернии. Завёл в храме духовные чтения с поучениями, перед которыми обычно служил акафист.
В 1892 году после смерти дочери и жены поступил в Киевскую духовную академию.
13 августа 1899 года принял монашеский постриг с наречением имени в честь праведного Никодима. Был возведён в сан иеродиакона и иеромонаха.
В 1900 году окончил Киевскую духовную академию со степенью кандидата богословия.
С 1900 года — смотритель Владикавказского духовного училища, член епархиального училищного совета.
В 1902 году был назначен исполняющим обязанности инспектора Кутаисской духовной семинарии в сане игумена.
8 января 1903 года возведён в сан архимандрита и назначен ректором Ардонской семинарии. На собственные средства устроил в ней домовую церковь. Председатель Ардонского отделения Владикавказского епархиального училищного совета.
С 1905 года — ректор Псковской духовной семинарии, председатель Псковского епархиального училищного совета.

### Епископ
11 ноября 1907 года хиротонисан во епископа Аккерманского, второго (с 1909 года первого) викария Кишинёвской епархии. Хиротонию совершили епископ Кишинёвский Владимир (Сеньковский), бывший епископ Аккерманский Аркадий (Филонов), епископы Новомиргородский Сергий (Петров) и Каневский Иннокентий (Ястребов).
С 16 ноября 1911 года — епископ Чигиринский, второй викарий Киевской епархии, настоятель Михайловского Златоверхого монастыря, член епархиального училищного совета, заместитель председателя Киевского отдела Императорского православного палестинского общества. С 1914 года председатель Свято-Владимирского братства и с 1915 года председатель Комитета киевского духовенства по призрению беженцев. В мае 1916 года совершил поездку на Юго-Западный фронт с подарками для военнослужащих.
Награждён орденами Святой Анны II (1905) и I (1913) степени, Святого Владимира III (1910) и II (1916) степени.
Придерживался правых политических взглядов. В феврале 1917 года вместе с киевскими священнослужителями обратился к царю с просьбой распустить Государственную думу. После Февральской революции был выслан в Саратов, но по настоятельному ходатайству светских и церковных деятелей Киева через три месяца возвращён на прежнее место.
В 1917 году инициатор создания Совета объединённых приходов и Братства приходских советов, ближайший помощник митрополита Киевского Владимира (Богоявленского). Вступил в конфликт со сторонниками украинской автокефалии. После гибели митрополита Владимира активно содействовал избранию на пост митрополита Киевского и Галицкого Антония (Храповицкого), также решительного противника автокефалистов. В конце жизни так определил свою позицию во время Гражданской войны: «Я стоял за единую неделимую Церковь и Родину, невзирая на то, какая в ней будет власть».
После трагической смерти митрополита Владимира (Богоявленского) в январе — мае 1918 года управлял Киевской епархией.
В 1918 году член Поместного собора Православной российской церкви как заместитель митрополита Антония (Храповицкого), участвовал в 3-й сессии.
В 1918 году был арестован властями Директории Украинской Народной Республики и девять месяцев провёл в плену: сначала в Галиции, затем в Польше — вместе с митрополитом Антонием (Храповицким) и архиепископом Евлогием (Георгиевским), в августе 1919 года вернулся в Киев, в декабре перебрался в Крым. С 1920 года — председатель комитета о беженцах духовного звания при Временном высшем церковном управлении (ВВЦУ).
31 августа 1920 года указом ВВЦУ назначен управляющим освобождающимися от большевиков частями Кубанской и Черноморской епархий.

### Крымский архиерей
В сентябре 1921 года ушёл на покой архиепископ Крымский Димитрий (Абашидзе). Управляющим Таврической епархией с возведением в сан архиепископа Симферопольского и Таврического Никодим стал по указу Патриарха Тихона от 23 августа 1921 года.
В 1922 году арестован по обвинению в сопротивлении изъятию церковных ценностей и организацию нелегальных собраний, приговорён к восьми годам лишения свободы со строгой изоляцией и заключён в Нижегородскую тюрьму. Заболел тифом и в 1923 году был освобождён по амнистии, переехал в Москву, намереваясь вернуться в Крым. Назначен членом Священного Синода, неоднократно сослужил Патриарху Тихону в Донском монастыре, вёл переписку со своей крымской паствой.
17 ноября 1923 года Симферопольское ОГПУ отправило на Лубянку сообщение: «В недалёком будущем Никодим предполагает приехать в Симферополь, а потому в интересах развития церковно-обновленческого движения в Крыму и ослабления черносотенной деятельности реакционных церковников просим принять меры к устранению возможности возвращения Никодима в Крым».
14 января 1924 года был снова арестован и выслан в Туркестанский край (в Красноводск) на два года. В 1926 году был освобождён из ссылки, служил в московском храме Живоначальной Троицы на Капельках. Вскоре вновь арестован и сослан на три года в Туркестан, вначале в Кунград, Кзыл-Орду, затем в Турткуль. После освобождения из ссылки в 1929 года был лишён права проживать в крупных городах и на Украине. Поселился в Вичуге (в бывшем селе Тезино, где начинал свой путь священника).

### Костромской владыка
С 10 июля 1932 года — архиепископ Костромской и Галичский.
Собирал вокруг себя священнослужителей, прошедших тюрьмы и ссылки и сохранивших верность православию. Желая решить проблему с кадрами, оказывал помощь в трудоустройстве вернувшимся из ссылок священнослужителям, посылая их в сельские приходы епархии. Учредил кассу взаимопомощи, которой заведовал благочинный церквей Костромы протоиерей Павел Острогский. По приглашению владыки из Вязьмы в Кострому в ноябре 1933 года приехал епископ Макарий (Кармазин), принадлежавший к непоминающим митрополита Сергия (Страгородского), и знакомый по Псковской духовной семинарии профессор Н. И. Серебрянский.
Рассказ о том, что «после взрыва кафедрального собора» им спасена чудотворная Феодоровская икона Божией Матери, недостоверен — этот образ в 1920-х — 1940-х гг. находился у обновленцев.

### Последний арест и мученическая кончина
В ночь на 4 декабря 1936 года был арестован по навету своего секретаря и приговорён к ссылке в Красноярский край сроком на 5 лет. По состоянию здоровья оставлен в тюрьме, где ему было предъявлено новое обвинение в подготовке восстания против советской власти. На допросах признался в шпионаже в пользу Румынии и Польши. Скончался 21 августа 1938 года в ярославской тюремной больнице.

## Канонизация

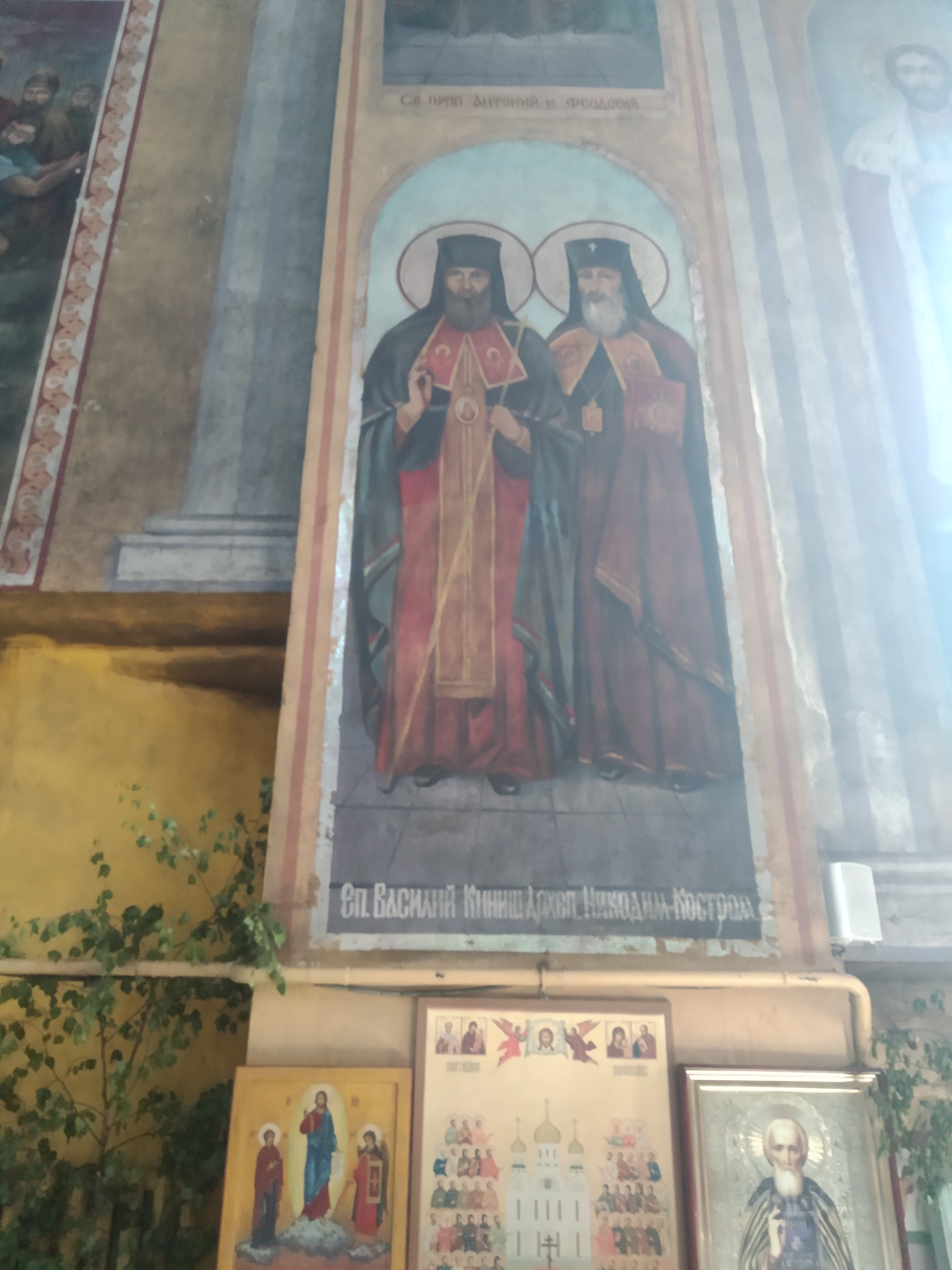
Святители Василий Кинешемский и Никодим Костромской. Стенная роспись. Храм Воскресения Христова. Вичуга

Канонизован в Костромской епархии в 1995 году как местночтимый святой. Почитается верующими в Соборе Костромских святых.
Причислен к лику святых Новомучеников и Исповедников Российских на Юбилейном Архиерейском соборе Русской православной церкви в августе 2000 года для общецерковного почитания.